# Horst Schuster
Horst Schuster (* 1. Juni 1930 in Dresden; † 19. Juli 2013) war ein deutscher Typograf, Buchgestalter und Hochschullehrer.

## Lehre und Studium
Schuster absolvierte ab 1944 eine Lehre als Drucker und war danach Assistent in den technischen und leitenden Bereichen von zwei grafischen Großbetrieben. Nach anfänglicher autodidaktischer buchgestalterischer Arbeit studierte er von 1960 bis 1965 extern an der Hochschule für Grafik und Buchkunst Leipzig, unter anderem bei Albert Kapr und Walter Schiller.

## Gestalterische Arbeit
Von 1952 bis 1977 war Schuster im Verlag der Kunst Dresden als Hersteller angestellt, ab 1959 als Herstellungsleiter und ab 1965 als Künstlerischer und Technischer Leiter. Sein Aufgabengebiet umfasste hier die Gestaltung und herstellungstechnische Realisierung der gesamten Buch-, Mappen- und Kalenderproduktion.
Dabei konnte Schuster objektbezogen mit vielen namhaften Autoren und Künstlern zusammenarbeiten, so mit Fritz Helmuth Ehmcke, John Heartfield, Josef Hegenbarth, Albert Kapr, Werner Klemke, Sophie Lissitzky-Küppers, Jan Tschichold u. a.
In dieser Zeit erreichte der Verlag der Kunst mit seinen Editionen bei nationalen und internationalen Buchkunst-Wettbewerben eine Spitzenstellung unter den DDR-Verlagen und erhielt 1974 den Gutenberg-Preis der Stadt Leipzig. Damit wurde zugleich die verlegerische Leistung des Unternehmens unter dem Lektorat von Erhard Frommhold gewürdigt, die sich in zahlreichen thematischen Erstveröffentlichungen ausprägte und weltweit zu Koproduktionen führte.
Ab 1962 übernahm Schuster auch Gestaltungsaufgaben für andere Verlage, so den Reclam-Verlag Leipzig, Edition Leipzig, Henschelverlag Berlin, Union Verlag Berlin, Verlag Volk und Welt Berlin, Sandstein Verlag Dresden, Verlag SchumacherGebler Dresden und München, die Staatlichen Kunstsammlungen Dresden und weitere Museen und Galerien.
Horst Schuster hat insgesamt über 350 Bücher, Kataloge, Mappenwerke und Plakate gestaltet.
Er war bis 1990 Mitglied des Verband Bildender Künstler der DDR und u. a. von 1962 bis 1988 auf fünf Deutsche Kunstausstellung bzw. Kunstausstellung der DDR in Dresden vertreten.

## Auszeichnungen
84 der von Horst Schuster gestalteten Bücher rangierten in nationalen und internationalen Buchkunst-Wettbewerben unter den Schönsten ihresgleichen. 1977 erhielt er für sein buchkünstlerisches Werk den Gutenberg-Preis der Stadt Leipzig, 1978 den Vaterländischen Verdienstorden in Bronze und 2000 den Kunstpreis der Landeshauptstadt Dresden.

## Lehrtätigkeit
Von 1978 bis 1996 hatte Schuster ein Lehramt an der Hochschule für Bildende Künste Dresden inne und leitete die Abteilung Schrift / Typografie / Grafische Werkstätten, ab 1991 den neu gegründeten Lehrbereich Visuelle Kommunikation.
1979 wurde Schuster zum Dozenten mit künstlerischer Lehrtätigkeit berufen, 1983 zum Professor, 1991 zum Professor Neuen Rechtes und 1992 zum Professor für Typografie und Buchgestaltung.
1991 bis 1993 hatte er neben seinen Lehraufgaben das Amt des Prorektors inne und in der Zeit der Hochschulerneuerung 1992–1993 leitete er als amtierender Rektor die Geschicke der Hochschule.

## Jurorentätigkeit
Horst Schuster war Jurymitglied vieler nationaler und internationaler Buchkunst-Wettbewerbe, Sekretär der Hauptjury der Internationalen Buchkunst-Ausstellung Leipzig 1977 und 1982. 1989 leitete er den Typografen-Wettbewerb der IBA.

## Buchgestaltung (Auswahl)
- Sophie Lissitzky-Küppers (Hrsg.): El Lissitzky – Maler / Architekt / Typograf / Fotograf.  Verlag der Kunst, Dresden 1967.
- Fritz Löffler: Ernst Hassebrauk – Dresdner Bilderbuch.  Verlag der Kunst, Dresden 1968.
- Erhard Frommhold: Kunst im Widerstand.  Verlag der Kunst, Dresden 1968.
- Werner Schade: Die Malerfamilie Cranach.  Verlag der Kunst, Dresden 1974.
- Wilhelm Fraenger: Hieronymus Bosch. Verlag der Kunst, Dresden 1975.
- Larissa A. Shadowa: Suche und Experiment.  Verlag der Kunst, Dresden 1978.
- Jannis Ritsos: Milos geschleift. Poeme und Gedichte. Mit Federzeichnungen von Giacomo Manzu. Verlag Philipp Reclam jun. Leipzig, 1979
- Wilhelm Fraenger: Matthias Grünewald.  Verlag der Kunst, Dresden 1983.
- Hans Joachim Neidhardt: Dresden – wie es Maler sahen. Edition Leipzig, Leipzig 1983.
- Chup Friemert: Die gläserne Arche – Kristallpalast London 1851/54. Verlag der Kunst, Dresden 1984.
- Horst Jähner: Künstlergruppe Brücke. Henschelverlag, Berlin 1984.
- Rudolf Mayer: Anatoli Kaplan. Verlag der Kunst, Dresden 1990, ISBN 3-364-00142-1.
- Lothar Lang: Konstruktivismus und Buchkunst.  Edition Leipzig, Leipzig 1991, ISBN 3-361-00304-0.
- Günter Grass: Die Blechtrommel.  Radierungen von Hubertus Giebe. Verlag Volk und Welt, Berlin 1991, ISBN 3-353-00706-7.
- Claude Schaefer: Jean Fouquet. An der Schwelle zur Renaissance. Verlag der Kunst Dresden 1994, ISBN 3-364-00306-8.
- Die grafischen Bücher, Bände 11 bis 19. Bibliophile Ausgaben in Zusammenarbeit mit den Illustratoren. Verlag Faber & Faber, Leipzig 1997 bis 2001.

## Schriften (Auswahl)
- Giambattista Bodoni. In: Das kleine Kunstheft. Band 24. Dresden 1956.
- Der Schrift- und Buchkünstler Albert Kapr 1918 -1995. In: Marginalien, Heft 2/1995. ISSN 0025-2948.
- Gemeinsamkeiten eines Architekten und seines Buchgestalters. In: Festschrift zum 65. Geburtstag des Architekten Manfred Zumpe. Dresden 1995.
- Der Buchgestalter Gert Wunderlich, dargestellt an seiner Arbeit für den Verlag der Kunst, Dresden. In: Gert Wunderlich (Hrsg.): Von zart bis extrafett. Typografik von Gert Wunderlich 1957-1998. Leipzig 1998, ISBN 3-932865-16-2.